# Endre Strømsheim
Endre Strømsheim (ur. 5 września 1997 w Oslo) – norweski biathlonista, medalista mistrzostw świata, trzykrotny medalista mistrzostw świata juniorów.
Pierwszy raz na arenie międzynarodowej pojawił się 15 listopada 2014 roku w Sjusjøen, gdzie w sprincie zajął ósme miejsce. W styczniu 2016 roku wziął udział w mistrzostwach świata juniorów w Cheile Grădiștei, zdobywając złoty medal w sztafecie i srebrny w sprincie. Na rozgrywanych dwa lata później mistrzostwach świata juniorów w Otepää był drugi w sztafecie.
W zawodach Pucharu Świata zadebiutował 22 marca 2019 roku w Oslo, zajmując 82. miejsce w sprincie. Pierwsze pucharowe punkty wywalczył 6 marca 2020 w Novym Měscie, zajmując dwunaste miejsce w tej samej konkurencji. Na podium zawodów pucharowych pierwszy raz stanął 16 grudnia 2023 roku w Lenzerheide, kończąc rywalizację w biegu pościgowym na drugiej pozycji. Na podium rozdzielił rodaków: Johannesa Thingnesa Bø i Sturlę Holma Lægreida.
Podczas mistrzostw świata w Oberhofie w 2023 roku był trzynasty w biegu pościgowym, piętnasty w biegu indywidualnym i biegu masowym, a w sprincie zajął 22. miejsce.

## Osiągnięcia

### Mistrzostwa świata
| Rok  | Miejscowość | Konkurencje | Konkurencje | Konkurencje | Konkurencje | Konkurencje | Konkurencje | Konkurencje |
| Rok  | Miejscowość | IN          | SP          | PU          | MS          | RL          | MR          | SR          |
| ---- | ----------- | ----------- | ----------- | ----------- | ----------- | ----------- | ----------- | ----------- |
| 2023 | Oberhof     | 15.         | 22.         | 13.         | 15.         | –           | –           | –           |
| 2024 | Nové Město  | 21.         | 20.         | 8.          | –           | –           | –           | –           |
| 2025 | Lenzerheide | 9.          | 7.          | 8.          | 1.          | 1.          | –           | –           |

### Mistrzostwa świata juniorów
| Rok  | Miejscowość      | Konkurencje | Konkurencje | Konkurencje | Konkurencje | Konkurencje | Konkurencje | Konkurencje |
| Rok  | Miejscowość      | IN          | SP          | PU          | MS          | RL          | MR          | SR          |
| ---- | ---------------- | ----------- | ----------- | ----------- | ----------- | ----------- | ----------- | ----------- |
| 2016 | Cheile Grădiștei | 7.          | 2.          | 9.          | nd.         | 1.          | nd.         | nd.         |
| 2017 | Osrblie          | 21.         | 41.         | dns.        | nd.         | –           | nd.         | nd.         |
| 2018 | Otepää           | 42.         | 34.         | 18.         | nd.         | 2.          | nd.         | nd.         |

### Puchar Świata

#### Miejsca w klasyfikacji generalnej
| Sezon     | Miejsce |
| --------- | ------- |
| 2018/2019 | -       |
| 2020/2021 | 53.     |
| 2022/2023 | 36.     |
| 2023/2024 | 7.      |
| 2024/2025 | 13.     |

#### Miejsca na podium w zawodach indywidualnych chronologicznie
| Lp. | Dzień      | Rok  | Miejscowość | Konkurencja                | Lokata | Pudła   | Czas biegu | Strata | Zwycięzca            |
| --- | ---------- | ---- | ----------- | -------------------------- | ------ | ------- | ---------- | ------ | -------------------- |
| 1.  | 16 grudnia | 2023 | Lenzerheide | Bieg pościgowy na 12,5 km  | 2.     | 1+0+0+1 | 32:30,0    | +24,7  | Johannes Thingnes Bø |
| 2.  | 5 stycznia | 2024 | Oberhof     | Sprint na 10 km            | 3.     | 0+1     | 24:12,2    | +5,4   | Benedikt Doll        |
| 3.  | 6 stycznia | 2024 | Oberhof     | Bieg pościgowy na 12,5 km  | 1.     | 0+0+0+2 | 33:04,2    | –      | –                    |
| 4.  | 3 grudnia  | 2024 | Kontiolahti | Bieg indywidualny na 20 km | 1.     | 0+0+0+0 | 38:08,8    | –      | –                    |
| 5.  | 23 marca   | 2025 | Oslo        | Bieg masowy na 15 km       | 3.     | 0+0+0+0 | 39:11,8    | +9,3   | Sebastian Samuelsson |